# Friday the 13th (2009)
Friday the 13th är en amerikansk slasherfilm från 2009, regisserad av Marcus Nispel, och skriven av Damian Shannon och Mark Swift. Det är en reboot av Fredagen den 13:e-serien, som började 1980, och den tolfte filmen totalt. Nispel regisserade även 2003-nyinspelningen av Tobe Hoopers Motorsågsmassakern (1974), medan Shannon och Swift skrev manuset för crossovern Freddy vs. Jason. Friday the 13th följer Clay Miller (Jared Padalecki) i sökandet efter sin försvunna syster Whitney (Amanda Righetti), som efter att ha campat i skogarna vid Crystal Lake, fångas av Jason Voorhees (Derek Mears).
Konceptet för filmen var från början tänkt att vara en ursprungshistoria, men filmen utvecklades till en nyinspelning av de fyra första Fredagen den 13:e-filmerna. Tillsammans med att föra filmen tillbaka till sina tonala rötter, designades Jason som en magrare och snabbare mördare, med en bakgrundshistoria som gav lite sympati för karaktären, men inte tillräckligt för att han skulle förlora sitt hot. Fastän den här filmen startar om seriens kontinuitet, får Jasons ikoniska hockeymask, som inte introducerades förrän den tredje filmen i serien, under filmens gång. För att bevara stämningen i filmen skapades Jasons mask från en form av originalmasken som användes i del 3, även om ett antal mindre ändringar gjordes. Friday the 13th använde en del av Harry Manfredinis musik från originalfilmen, då producenterna insåg dess ikoniska status.
Filmen släpptes fredagen den 13 februari 2009, till flest biografer för någon Fredagen den 13:e-film. Fastän filmen möttes av blandad kritik, tjänade den cirka 19 miljoner dollar under öppningskvällen och 40 miljoner dollar under öppningshelgen. Med det slog Friday the 13th två rekord; den största öppningsdagen för filmserien och största öppningshelgen för alla skräckfilmer. Den är för närvarande den näst mest inkomstbringande filmen i Fredagen den 13:e-serien med 65 miljoner dollar, och den har tjänat in över 91,3 miljoner dollar världen över.

## Handling
Den 13 juni 1980 ser en ung Jason Voorhees (Caleb Guss) sin mamma (Nana Visitor) bli halshuggen av en lägerledare (Stephanie Rhodes), som försökte fly från Mrs. Voorhees mördarstråt runt Crystal Lake. Cirka 30 år senare anländer en grupp vänner — Wade (Jonathan Sadowski), Richie (Ben Feldman), Mike (Nick Mennell), Whitney (Amanda Righetti) och Amanda (America Olivo) — till Crystal Lake på en campingutflykt för att hitta marijuana som planterats i skogarna. Medan Mike och Whitney utforskar det övergivna Crystal Lake-lägret, börjar Jason (Derek Mears) döda resten av gruppen en efter en. Jason dödar även Mike, men han skonar Whitney och bestämmer sig för att kidnappa henne, då hon liknar hans mamma vid ung ålder.
Sex veckor senare anländer Trent (Travis Van Winkle), tillsammans med sin flickvän Jenna (Danielle Panabaker) och deras vänner Chelsea (Willa Ford), Bree (Julianna Guill), Chewie (Aaron Yoo), Nolan (Ryan Hansen) och Lawrence (Arlen Escarpeta) till Trents sommarstuga vid Crystal Lake. Gruppen är omedvetna om händelsen ett par veckor tidigare. Clay Miller (Jared Padalecki) anländer till staden för att genomsöka Crystal Lake efter sin syster Whitney, som han tror är vid liv. Clay tar sig så småningom till Trents stuga, där Jenna bestämmer sig för att hjälpa honom att leta efter sin syster på andra sidan sjön. Medan Clay och Jenna letar, dödar Jason Chelsea och Nolan, som åker wakeboard på sjön. Clay och Jenna kommer fram till Crystal Lakes campingplatser, där de ser Jason bärande på ett lik, som han dumpar i en av de övergivna campingstugorna.
De två springer tillbaka för att varna de andra för Jason, som inom kort anländer och bryter strömmen till stugan. Efter att han mördat Chewie och Lawrence, som vågade sig utanför huset, smyger sig Jason in i stugan och dödar Bree. Trey, Clay och Jenna flyr från huset, men Trent blir dödad när han kommer fram till huvudvägen. Jason jagar sedan Clay och Jenna tillbaka till campingplatserna, där Clay upptäcker Jasons tillhåll och hittar sin syster fastkedjad i en vägg. Clay befriar Whitney och de tre försöker fly, när Jason anländer. Trion hittar en utgång, men Jenna blir dödad innan hon hinner fly. Jason följer efter Clay och Whitney, men Whitney, som låtsas vara Mrs. Voorhees, utnyttjar Jasons kärlek och minnen av sin mamma, och lyckas distrahera honom länge nog för att hugga honom i magen med hans egen machete. Efteråt dumpar Clay Jasons livlösa kropp i sjön. Innan han och Whitney hinner ge sig av, kommer Jason uppfarande genom bryggan och tar tag i Whitney.

## Produktion

### Utveckling
New Line Cinemas Toby Emmerich kontaktade Platinum Dunes producenter Michael Bay, Brad Fuller och Andrew Form angående att starta om Fredagen den 13:e, på samma sätt som de gjorde med The Texas Chainsaw Massacre-serien. De gick med på det, och tillbringade över ett år med att säkra rättigheterna från alla inblandade parter: Paramount Pictures, New Line och Crystal Lake Entertainment. Crystal Lake Entertainment drivs av skaparen av Fredagen den 13:e, Sean S. Cunningham. Paramount-befattningshavare kontaktade Platinum Dunes-producenterna och gav dem tillåtelse att använda vad som helst från originalfilmerna, inklusive titeln; Paramount gavs rätten att släppa filmen internationellt. Fuller och Form sade att de inte ville göra Fredagen den 13:e del 11 eller 12, utan de ville sätta sin egen prägel på mytologin. De insåg att det fanns inslag från de första fyra filmerna som de gillade och skulle använda i den nya filmen, som hur vissa karaktärer dödas eller "story points" som de gillade och ville använda igen, och när Paramount var ombord, kunde de göra det. Fuller sa "Det finns saker som vi vill ta itu med, som hur hockeymasken hittas. Det kommer att hända annorlunda i vår film än hur det hände i tredje filmen. Var kommer Jason från, varför mördar han, och vad är Crystal Lake?" Producenterna uttryckte i början ett intresse av att använda Tommy Jarvis, en återkommande karaktär som först dök upp i Fredagen den 13:e del 4, men idén skrotades.
Fastän producenterna bestämde sig för att Friday the 13th inte skulle vara någon ursprungsberättelse, sade de att de ville arbeta fram en logisk ursprungshistoria för Jason som skulle ge en känsla av historia medan filmen fortskred. Form och Fuller förklarade att publiken skulle få se hur Jason får tag på sin kända hockeymask, och varför han tar på sig den. Jason skulle gå från att bära en säck över huvudet — liknande den i Fredagen den 13:e del 2 — till att hitta och använda hockeymasken, till skillnad från Fredagen den 13:e del 3, där han får sin hockeymask utanför skärmen och kommer ut från en lada redan bärande den.
Till skillnad från The Texas Chainsaw Massacre-remaken (2003) och The Amityville Horror-remaken (2005), vilka båda producerades av Bay, Form och Fuller, bestämdes det att Friday the 13th inte skulle bli ett så kallat "period piece". Som Fuller och Form förklarade, var filmen ingen remake i strikt mening, så det fanns ingen anledning till att den inte kunde utspela sig i modern tid.
I oktober 2007 anställdes Damian Shannon och Mark Swift, manusförfattarna till Freddy vs. Jason, för att skriva manuset till Friday the 13th. Jonathan Liebesman var i förhandlingar om att regissera filmen, men på grund av schemakonflikter fick Fuller och Form välja sitt andraval Marcus Nispel. Nispel tvekade att ta jobbet, främst för att det skulle betyda att han då skulle ta över ännu en film-franchise, men Fuller lyckades till slut övertala honom. Inspelningen började den 21 april 2008 i Austin i Texas och avslutades den 13 juni 2008.

### Rollfördelning
Stuntmannen Derek Mears anställdes för att spela Jason Voorhees, efter att ha blivit rekommenderad av Scott Stoddard, filmens "special makeup effects"-handledare. Innan producenterna kontaktade honom, hade Mears redan hört att en ny Fredagen den 13:e-filmen producerades, och bestämde sig för att börja träna så att han skulle kunna få rollen, ovetande om att Stoddard och andra branschfolk redan föreslagit honom för producenterna. Mears trevliga personlighet gjorde studion oroliga över hans förmåga att porträttera en så hotfull karaktär, men Mears försäkrade dem att han skulle klara av det. Mears har sagt att han alltid relaterade till Jason som offer istället för mördare när han växte upp och att det var så han ville porträttera Jason i filmen. För Mears representerar Jason alla individer som blev retade i skolan för att de var utstötta, speciellt de med fysiska missbildningar. Det som gör Jason ovanlig är att han utkräver hämnd på dem som försöker ta över hans territorium. När Mears gick in för att provspela för rollen, blev han tillfrågad "Varför behöver vi en skådespelare istället för bara en kille i en mask?" Mears förklarade för dem att spela Jason liknar Antika grekiska draman, där masken och aktören är två olika separata väsen, och, beroende på scenen, finns det olika kombinationer av mask och aktör i framträdandet. Mears anser att om en skådespelare tänker någonting, förvandlas energin från de tankarna till vad kameran fångar upp. Mears jämför sin erfarenhet bakom kameran med ett NASCAR-race: han är föraren och effekt-teamet är hans depå-crew. Under tiden han spelar, ger effekt-teamet honom subtila förslag på sätt att ge karaktären ännu mer liv.
Amanda Righetti hade inte läst manuset när hon erbjöds rollen som Whitney Miller. Righetti, som ville vara en del av Fredagen den 13:e-franchisen redan från början, sade att hon var helt såld på att spela i filmen efter att hon läst manuset. Jared Padalecki beskriver Clay Miller som en riktig hjälte eftersom han ger sig av "för att göra det rätta" i samma stund som hans syster försvinner, och gör det som "ensamvargen" som vill ta sig an det här ansvaret själv. Justeringar behövde göras i inspelningsschemat för att Aaron Yoo, som spelar Chewie, skulle kunna medverka. Yoo hade fått sin appendix borttagen innan inspelningen började och kunde därför inte spela in sina scener direkt. När han var redo för inspelning hängde Nispel omedelbart honom upp och ner i några takbjälkar, så att stygnen över hans operationssår syntes.
Fuller och Form erkände att rollfördelningsprocessen för Friday the 13th var svårare än det hade varit för The Texas Chainsaw Massacre, eftersom Friday the 13th hade mer unga skådespelare. Producenterna hade tretton unga skådespelare i Friday the 13th, till skillnad från The Texas Chainsaw Massacre, där de bara hade fem. De två fick hela tiden ersätta skådespelare för att hitta gruppen som arbetade bäst tillsammans. Den processen förlängdes ända till filmens start. Hostel 2:s Richard Burgi, som fick rollen som Sheriff Bracke, skrev inte på förrän tolv timmar innan han behövde börja spela in sina scener.

### Skapandet av Jason
Effekt-artisten Scott Stodard beskrev sitt utseende för Jasons ansikte som en kombination av Carl Fullertons design i Fredagen den 13:e del 2 och Tom Savinis arbete i Fredagen den 13:e del 4. Stoddards vision av Jason inkluderade håravfall, hudutslag och de traditionella missbildningarna i ansiktet, men Stoddard försökte göra Jasons utseende på ett sätt som skulle visa en mer mänsklig sida. Mears var tvungen att bära full kropps-makeup från bröstet och uppåt när han spelade Jason. Skådespelaren bar en bröstplatta med fake-hud som anpassade sig till hans muskelrörelser; han bar en fake-puckel på ryggen för att ge intrycket av att Jason led av skolios. En ögonprotes limmades fast i Mears ansikte för att möjliggöra en mer realistisk rörelse. Stoddard tillbringade tre och en halv timme med att lägga på all makeup på Mears huvud och överkropp. Så småningom lyckades han minska tiden till strax över en timme för scener där Mears hade på sig hockeymasken. När det var dags för scener som involverade Jasons ansikte tog det cirka fyra timmar att sätta på all makeup.
Mears gavs ett par combat-kängor och en "dyr t-shirt" som tillät makeupen att synas genom små hål i tröjan. Jackan som Jason bär i filmen skapades genom att kombinera en jägarjacka och en militärjacka — Mears ville ha jägarjackan, men creative-teamet gillade hur militärjackan böljade när han gjorde sina "mördarrörelser". Toppen på jägarjackan togs bort och placerades på toppen av militärjackan. Mears beskriver den som en "enorm Frankenstein-jacka". Han beskriver Jason som smalare i den här filmen, för att ge intrycket av att han inte äter mycket. En smalare Jason ansågs vara mer funktionellt och tillät större vikt att läggas på puckeln på hans rygg. Stoddard tog inspiration från de tredje och fjärde filmerna när han designade Jasons hockeymask. Med hjälp av en originalform som han lyckades få tag på, utformade han sex versioner av masken. Stoddard förklarade "Eftersom jag inte ville ta någonting som redan existerade, fanns det saker som jag tyckte var bra, men det fanns saker jag ville ändra lite. Göra den egen, men ändå behålla alla grundläggande designer. Speciellt markeringarna i pannan och kinderna. Åldra dem lite och luckra upp dem."

### Musik
Förutom att ta story-inslag från de första Fredagen den 13:e-filmerna, insåg Fuller och Form musikens ikoniska status, som hade varit del av varenda film sedan den första släpptes 1980. De två såg till att studion omedelbart skaffade sig rättigheterna till musiken, som ursprungligen komponerades av Harry Manfredini. Fastän de säkrade rättigheterna till Manfredinis musik, planerade de inte att använda den i sin helhet. I stället hyrde de in Steve Jablonsky, som hade jobbat med Fuller och Form på tidigare filmer, för att komponera ett stycke som påminde om Manferdinis, medan den samtidigt skapade atmosfären som eftersöktes för 2009-filmen. Nispel kontaktade Jablonsky om att göra musiken för Friday the 13th efter att ha jobbat med honom under remaken av The Texas Chainsaw Massacre. Nispel förklarade för Jablonsky att han ville att han skulle skapa någonting som Nispel "kunde vissla åt när han lämnade biosalongen", men subtilt nog för att man inte skulle uppfatta det medan man tittar på filmen. Nispel förklarade, "Jag tror inte att, när man tittar på en Fredagen den 13:e-film, man vill få det att kännas som att John Williams sitter bredvid en med The London Symphony Orchestra."